# 인도주의적 위기

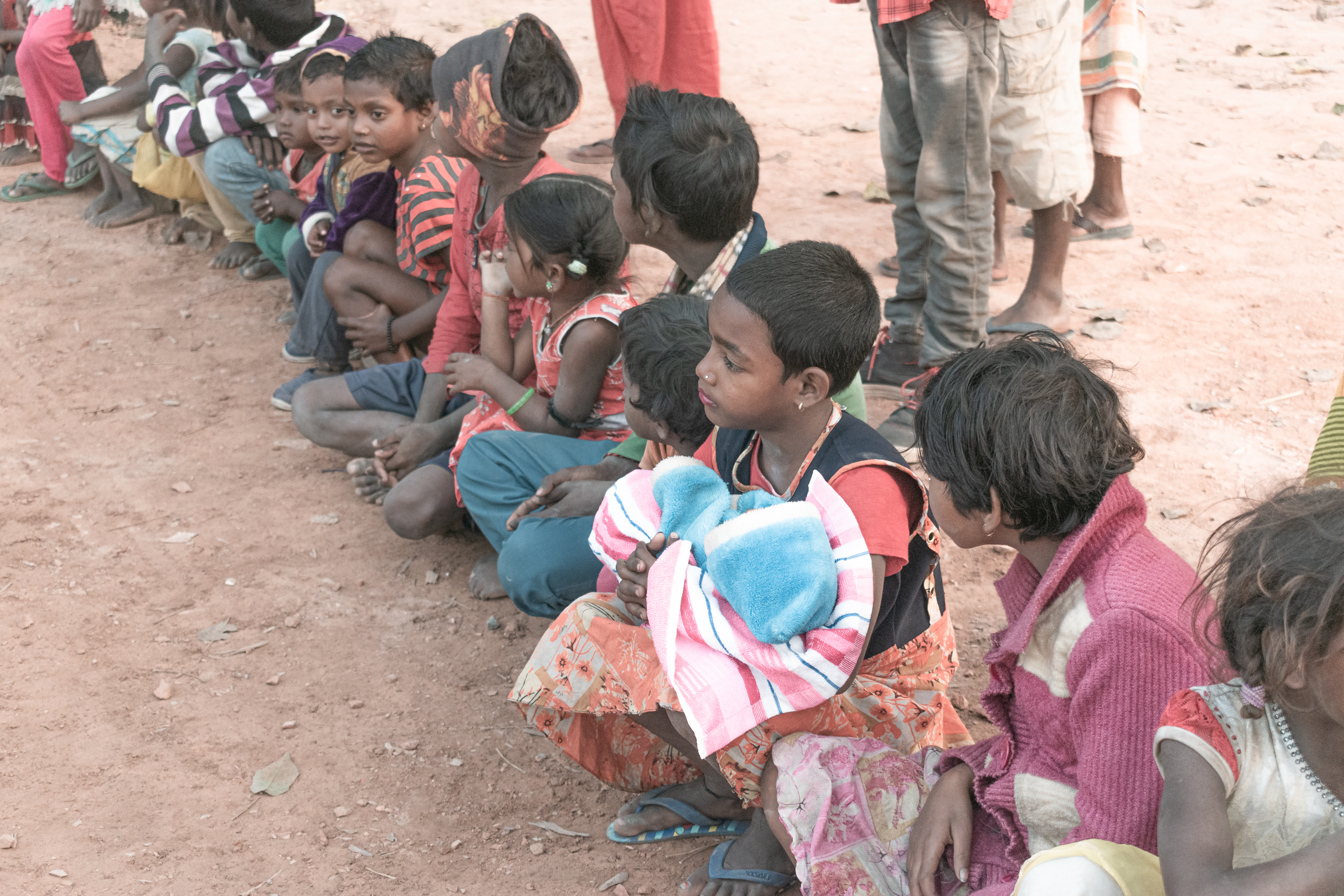
벵골의 인도주의적 위기

인도주의적 위기(humanitarian crisis) 또는 인도주의적 재난(humanitarian disaster)은 지역사회나 대규모 집단의 건강, 안전, 복지 측면에서 위협이 되는 단일 사건 또는 일련의 사건으로 정의된다. 이는 내부 또는 외부 갈등일 수 있으며 일반적으로 넓은 육지 지역에서 발생한다. 이러한 행사에는 지역적, 국가적, 국제적 대응이 필요하다.
각각의 인도주의적 위기는 다양한 요인에 의해 발생하며, 결과적으로 각기 다른 인도주의적 위기에는 영향을 받는 특정 부문을 겨냥한 고유한 대응이 필요하다. 이로 인해 단기적 또는 장기적 손상이 발생할 수 있다. 인도주의적 위기는 자연재해, 인재, 복잡한 비상사태일 수 있다. 그러한 경우, 복잡한 비상사태는 많은 사람들이 음식, 깨끗한 물, 안전한 피난처와 같은 기본적인 필요 사항에 접근하는 것을 방해하는 여러 요인이나 사건의 결과로 발생한다.
인도주의적 위기의 예로는 무력 충돌, 전염병, 기근, 자연재해, 에너지 위기 및 기타 주요 비상사태가 있다. 그러한 위기로 인해 사람들의 대규모 이동이 발생하면 난민 위기가 될 수도 있다. 이러한 이유로 인도주의적 위기는 종종 서로 연결되어 있고 복잡하며, 여러 국내 및 국제 기관이 사건의 영향에 영향을 미치는 역할을 한다.

## 같이 보기
- 비상 관리
- 인간 안전
- 인도주의적 지원
- 인도주의적 개입
- 국제인도법
- 보호책임
- 유엔 인도주의 업무 조정국